# The Gambler's Influence
The Gambler's Influence è un cortometraggio muto del 1911 prodotto dalla Lubin.

## Produzione
Il film fu prodotto dalla Lubin Manufacturing Company.

## Distribuzione
Distribuito dalla General Film Company, il film - un cortometraggio in una bobina - uscì nelle sale statunitensi il 12 ottobre 1911.